# Церковь Николая Чудотворца (Лыткарино)
Церковь Николая Чудотворца в Петровском — православный храм в городе Лыткарино Московской области, на территории усадьбы Петровское. Относится к Люберецкому благочинию Подольской епархии Русской православной церкви.

## История
Усадьба Петровское, ныне в черте города Лыткарино, в XVII веке принадлежало боярину И. М. Милославскому. Во время их владения усадьбой в Петровском в 1680—1691 годах была построена церковь, освящённая в честь святых Петра и Павла.
Усадебный храм был возведен на месте старой обветшавшей деревянной церкви. Кирпичное здание церкви представляет собой двусветный четверик, перекрытый сомкнутым сводом, апсиду и небольшую трапезную. Завершён храм декоративным шатром на низком восьмигранном барабане. Основание шатра украшено треугольными кокошниками. Над западным фасадом трапезной возвышалась звонница. В 1798 году, когда владельцами усадьбы были Демидовы, в селе началось строительство новой церкви, оконченное в 1805 году. В июне этого же года она была освящена в честь первоверховных апостолов Петра и Павла, а малая шатровая церковь, носящая такое же название, была заново освящена в честь Николая Чудотворца Мирликийского. Вокруг храма было старое церковное кладбище.

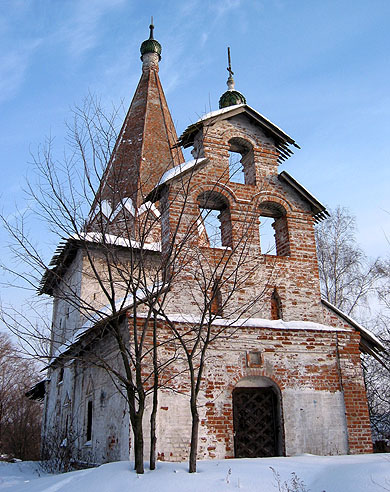
Здание церкви до реставрации

Церковь сохранилась до наших дней, пережив Октябрьскую революцию и советские годы гонения на церковь. Долгое время находилась в заброшенном состоянии. В 1970-х годах в ней были проведены реставрационные работы под руководством архитектора В. В. Кавельмахера. Пристроенный с запада притвор был разобран, над входом поставили трехпролётную звонницу. Стены снаружи покрыли известковой обмазкой и побелили. Внутреннее убранство храма в настоящее время утрачено.
В настоящее время храм считается действующим, но закрыт по причине реставрации внутреннего помещения. Приписан к храму Петра и Павла в Петровском (Лыткарино).